# Tab Baldwin
Thomas Anthony Baldwin, detto Tab (Jacksonville, 16 maggio 1958), è un allenatore di pallacanestro statunitense naturalizzato neozelandese.